# Tratado de Dara

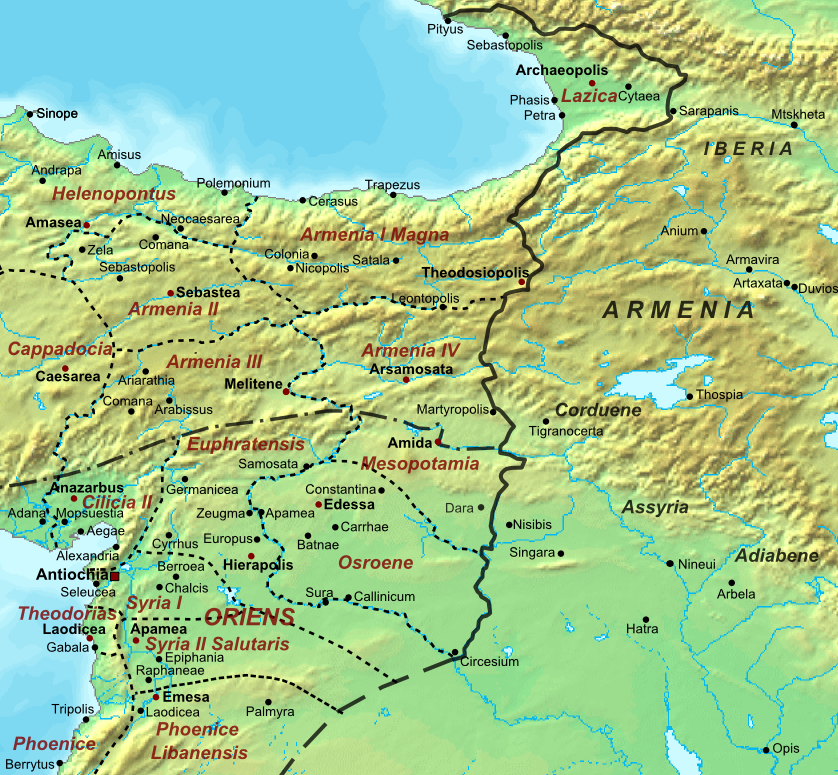
Frontera bizantino-sasánida en el Cáucaso y Asia Menor en el momento de la muerte de Justiniano en 565.

El Tratado de Dara, también conocido como la Paz de los Cincuenta Años, fue un tratado de paz celebrado entre el Imperio bizantino (Romano de Oriente) y el Sasánida (persa) en la ciudad fronteriza de Dara, en lo que hoy es el sur de Turquía, en el año 562. El tratado, negociado por Pedro el Patricio para el emperador bizantino Justiniano I y Izadgushasp para el rey sasánida Cosroes I puso fin a los 20 años de guerra por el reino del Cáucaso de Lázica. El tratado contenía 13 artículos, y está bien documentado. Abarcaba todas las partes de los dos imperios, Persarmenia, Lazica, los estados clientes y los aliados árabes.
Los sasánidas se comprometieron a evacuar Lázica, pero el estatus del país vecino de Suania quedó sin aclarar para convertirse en una futura fuente de desacuerdos. Los sasánidas debían recibir un subsidio anual de 30 000 oros nomismata, siendo los primeros siete años pagaderos inmediatamente. Los gastos de las líneas de defensa en 
el Cáucaso contra los nómadas del norte, por los que había un interés mutuo y habían sido responsabilidad de los sasánidas, se incluyeron en los pagos. Ambas partes acordaron no establecer nuevas fortificaciones ni fortificar los asentamientos existentes en la frontera. Para evitar el espionaje, el comercio se restringió a Callinicum, Nisibis y Dvin, mientras que los comerciantes de otras naciones se restringieron a Dara bajo los bizantinos y Nisibis bajo los sasánidas. Los refugiados eran libres de regresar a sus hogares. En un tratado separado, se prometió a los cristianos en el Imperio sasánida la libertad de religión.
El tratado de paz debía durar 50 años, pero sólo estuvo en vigor hasta el año 572, cuando Justino II rompió el tratado tras años de aumento de las tensiones en múltiples frentes, iniciando la guerra de 572-591. Entre las fuentes antiguas, Menandro Protector y Teofilacto Simocates culpan a Justino II, mientras que Teófanes de Bizancio no está de acuerdo.